# Alpine-Nationalpark
Der Alpine-Nationalpark (engl. Alpine National Park) befindet sich im australischen Bundesstaat Victoria, nordöstlich der Großstadt Melbourne. Mit einer Fläche von 6474 km² ist er der größte Nationalpark Victorias. Sein Gebiet schützt die höchsten Berge des Bundesstaates und umfasst einen großen Teil der Hochgebirgsregion der Great Dividing Range. Er ist einer von acht Nationalparken, die die australischen Alpen schützen.
Der Park grenzt an den Kosciuszko-Nationalpark im Nachbarbundesstaat New South Wales und umfasst eine der wenigen Regionen Australiens, die im (Süd-)Winter regelmäßig Schneefall erleben.

## Tier- und Pflanzenwelt
Der Nationalpark weist eine sehr unterschiedliche Tierwelt auf und beherbergt gefährdete Tierarten wie z. B. die nur in Australien vorkommende Nagerart (Pseudomys fumeus), die Australische Breitzahnratte, den Riesenkauz (Ninox strenua), die Amphibienart Litoria spenceri und die Skinkart Cyclodomorphus casuarinae.
Bemerkenswert ist ferner das Vorkommen des Bergbilchbeutlers, des einzigen Beuteltieres, von dem bekannt ist, dass es Wintervorräte anlegt.
Bogong-Falter suchen in den höher gelegenen Bereichen des Nationalparks in Felsspalten u. Ä. Schutz vor der Hitze in anderen Regionen und werden dadurch eine wichtige Nahrungsgrundlage für die Bergbilchbeutler und die hier lebenden Gesellschaftskrähen (Corvus mellori).
Insgesamt wurden bisher über 1100 Pflanzenarten im Park gefunden, von denen viele speziell an das harte Winterklima angepasst sind. 12 Arten kommen weltweit nur hier vor, unter anderem die Korbblütlerarten Olearia frostii und Olearia myrsinoides.

## Freizeit
Durch den Alpine-Nationalpark verläuft ein Teil des 655 km langen Australian Alps Walking Track, eines Fernwanderweges durch die Hochgebirgsregionen des Fünften Kontinentes. Außer Wandern bieten sich im Park Wintersportmöglichkeiten, die Gelegenheit zur Benutzung des Mountain Bikes und zum Fischen.